# Marta Turok
Marta Debra Turok Wallace (Ciudad de México, 1952) es una antropóloga mexicana,  y curadora de la colección de arte popular de Ruth D. Lechuga dentro del Museo Franz Mayer. Es considerada la especialista en textiles tradicionales mexicanos más importante de su país.

## Trayectoria
Turok Wallace realizó estudios de antropología y socioeconomía en la Universidad Tufts, en Medford, Massachusetts, Estados Unidos, donde se tituló en 1974 con la tesis honorífica Symbolic Analysis of Ethnographic Textiles from Chiapas, the Ceremonial Huipil from Magadelenas, Chiapas (Análisis simbólico de los textiles etnográficos de Chiapas: el Huipil ceremonial de Magalenas, Chiapas). Posteriormente, en 1978, realizó estudios de maestría en etnología en la Universidad Nacional Autónoma de México y en 1996 cursó mercadotecnia en la Universidad de California en Berkeley, en donde concluyó los estudios con mención honorífica. También realizó estudios en Harvard, en donde participó en el "Proyecto Chiapas" de la institución educativa, lo que le permitió aprender el idioma tsotsil, el cual le facilitó la comprensión del simbolismo de los huipiles ceremoniales y el contacto con sus tejedoras.
Inició su carrera profesional trabajando para el Instituto Nacional Indigenista y para CONASUPO-COPLAMAR. Posteriormente, de 1986 a 1988, fue directora de la Dirección General de Culturas Populares. En el último año de su gestión apoyó la constitución de las asociaciones de deportes de origen prehispánico en los estados mexicanos de Guerrero, Oaxaca, Michoacán y Sinaloa, los cuales, junto con la asociación respectiva del Distrito Federal, constituida unos meses antes, representaron el mínimo requerido por la Confederación Deportiva Mexicana (CODEME) para permitir la constitución de una federación nacional, lo que facilitó la constitución de la Federación Mexicana de Juegos y Deportes Autóctonos y Tradicionales, A.C.
De 2005 a 2008 fue subdirectora del área de Programas Sociales del Fondo Nacional para el Fomento de las Artesanías (Fonart).

### Asociación Mexicana de Arte y Cultura Popular
Turok Wallace tuvo la oportunidad de desarrollar una carrera docente pero prefirió hacer "antropología práctica" para ayudar a la gente a mantenerse económicamente haciendo lo que más le guste. Por ello fundó la organización no gubernamental Asociación Mexicana de Arte y Cultura Popular, A.C. (AMACUP), de la cual también fue presidenta y con la cual comenzó a buscar la preservación de prácticas ancestrales del tejido y a fomentar proyectos de desarrollo socioeconómico sustentable.
A través de la Asociación, Turok Wallace ha abierto mercados internacionales para los artesanos locales mexicanos y ha obtenido premios y reconocimientos de diversas organizaciones, así como apoyo económico de diversas instituciones estadounidenses como la Fundación Ford.
Sin embargo, para Turok Wallace el mejor resultado ha sido ayudar a las familias artesanas a alcanzar el éxito económico, lo que ha evitado que sus miembros varones tengan que emigrar de sus comunidades:

We affected the familial stability by giving them a means to keep together. The men do not want to emigrate elsewhere if they can avoid it. They are very happy to be able to stay in their villages.
Hemos influido en la estabilidad familiar al proporcionarles medios para permanecer juntos. Los hombres no quieren emigrar a ningún lado si pueden evitarlo. Son felices al poder quedarse en sus pueblos.
Marta Turok

## Obras
Marta Turok ha escrito diversos libros y artículos relacionados al tema de las artesanías mexicanas, especialmente al de los textiles, entre los que se encuentran:
- Turok, Marta (1988). Cómo acercarse a la artesanía. México: Plaza y Janés S.A. de C.V. y/o Plaza y Valdés. ISBN 9789688561874.
- Turok, Marta (1988).  Marta Turok, ed. El Caracol Púrpura: Una Tradición Milenaria en Oaxaca. México: Secretaría de Educación Pública, Dirección General de Culturas Populares, Programa de Artesanías y Culturas Populares. ISBN 9789682918674.
- Turok, Marta (2001). Oaxaca. Oaxaca, México: Ediciones Tuluk.
- Juelle, Paula Marie; Turok, Marta (2007). Sarapes. Artes de México y del mundo S.A. ISBN 9789706833099.
- Garfias Turok, Santiago; Turok W., Marta (2011). El arte popular de Hidalgo: rituales, usos y creaciones. Museo el Cuartel del Arte.

## Vida personal
Turok Wallace es hija de Mark Turok (fallecido en 2002), químico egresado de la Universidad de Tufts, y de Ella Sylvia Turok (fallecida en 1997). Tiene un hijo, Santiago, fruto de su anterior matrimonio. Tiene dos hermanos, uno mayor, Kipi, y uno menor, Antonio, fotógrafo profesional galardonado por diferentes organizaciones, radicado en la ciudad de Oaxaca, en el sur de México, y quien es considerado el único fotógrafo en haber registrado la entrada del Ejército Zapatista de Liberación Nacional en la ciudad de San Cristóbal de las Casas en enero de 1994.